# Островська (річка)
Островська, Михайлівка — річка  в Україні, у Сарненському  районі Рівненської області. Ліва притока Случі (басейн Дніпра).

## Опис
Довжина річки 25 км, похил річки — 0,6 м/км. Формується з багатьох безіменних струмків та водойм. Площа басейну 125 км².

## Розташування
Бере початок на півдні від Висове. Тече переважно на північний схід через Довге і на південно-західній стороні від Мар'янівки впадає у річку Случ, праву притоку Горині. 
Населені пункти вздовж  берегової смуги: Яринівка, Маслопуща. 
Річку перетинають автомобільні дороги Н25, Т 1810.